# にんじゃりばんばん
「にんじゃりばんばん」は、日本の女性ポップ歌手、きゃりーぱみゅぱみゅの5枚目のシングル。2013年3月20日にワーナーミュージック・ジャパンから発売された。

## 楽曲

### にんじゃりばんばん
前作までと同様に中田ヤスタカがプロデュースした表題曲は、和を感じさせるオリエンタル・エレクトロ・ポップスであり、きゃりー自身は「和音テイストですごくカッコいい曲」と述べている。お寺で撮影される CM のタイアップ曲となることが決まっていたため、中田はそれに雰囲気が合うよう曲を制作したようである。なお「にんじゃりばんばん」というフレーズの意味については、考案者の中田も「俺にもわからない」と言っている。
この曲は2013年1月29日夜に増上寺をライトアップした CM 収録用イベントで初公開され、次いで2月から8ヵ国18公演にわたったきゃりー初の海外ツアー "100%KPP WORLD TOUR 2013" で演じられ、3月にシングルとしてリリースされた。オリコン初動売上では彼女としては過去最高の売上を記録し、Billboard JAPAN Hot 100では、自身初の1位にランクインした。4月3日に発表されたレコチョク着うた週間ランキングで6週連続1位を達成し、2008年の青山テルマ feat.SoulJa「そばにいるね」に並ぶ歴代2位のロングヒットとなった。また先述の海外ツアーの成功とあいまって日本国外でもこの曲の評判は高く、iTunes 配信のエレクトロニックチャートではフランスで5位、ベルギーで1位を記録した。"Ninja" をモチーフにしているだけあり、海外公演ではとりわけこの曲で盛り上がるそうである。
桑田佳祐は自身のラジオ番組「桑田佳祐のやさしい夜遊び」内の企画「桑田佳祐が選ぶ2013年邦楽ベスト20」でこの曲を6位にしている。
2014年1月時点で、音楽配信での売上は100万ダウンロードを記録。

### Unite Unite
中田はきゃりーとの親しく率直な会話を通じて彼女の普段の気持ちを汲み取り、それをこの曲の歌詞に詠み込んだ。
きゃりーはこの曲について「この歌詞は私の気持ちで、実話なんです」「ライブとかで歌ってると泣いちゃいそうだなって思うくらい自分とリンクしてる」と述べている。

## 収録曲
（全作詞・作曲・編曲：中田ヤスタカ）
1. にんじゃりばんばん [4:26]
  - KDDI・沖縄セルラー電話『au 驚きを、常識に。「FULL CONTROL/REAL」編』CMソング[9][8]
  - 映画『ジョン・ウィック:パラベラム』挿入歌
2. Unite Unite [3:13]
3. みんなのうた（extended mix） [5:47]

シングルのリリース形態は、初回限定盤（フォトブック仕様）と通常版の2種。アートワークはいずれも楽曲に合わせ「和」を意識したものになっている。初回限定盤は様々な季節の花々の間から顔の上半分を覗かせるきゃりーで「忍」をモチーフにしており、いっぽう通常版は墨を吐くタコ型の赤髪のウィッグをつけた「花魁風きゃりー」である。初回生産分のうち100枚には、きゃりー直筆サインつき『きゃりーにんじゃステッカー』がランダムに封入され、さらに海外ツアー "100%KPP WORLD TOUR 2013" のドキュメンタリー映像を収めた DVD がプレゼントされた。

## CDアートワーク・クレジット
- STEVE NAKAMURA：アートディレクター、デザイナー
- 小西 神士：ヘア・メイク
- 飯嶋久美子：スタイリスト
- 半沢健：フォトグラファー

## ミュージックビデオ
「にんじゃりばんばん」のミュージックビデオの大きな特徴は、全編 CG で制作された点である。きゃりーの撮影は全てグリーンバックを背景に行なわれ、跳躍感を出すためトランポリンが使われたり、疾走感を出すため送風機が使われたりした。
きゃりーの衣装は「忍者」と「お姫様」の二種。忍者は「一見忍者っぽいけど現代っぽさもある」装束で、「黒服」「パンツスタイル」はきゃりーの衣装として目新しい。ほか忍者風のヘッドギアや背負った刀などに、きゃりーのこだわりが反映された。一方のお姫様は「お行儀の悪いお姫さま」をテーマにしており、ショッキングピンクのアンティーク着物や人形の頭を使ったかんざしなどにきゃりーの個性がうかがえる。ミュージックビデオの制作スタッフは次の通り。
- 演出・監督 - 田向潤
- スタイリスト - 飯嶋久美子
- コレオグラファー - まいこ（風神・雷神などのロボット CG のダンスは、まいこ自身の踊りをモーションキャプチャして制作された）[14]

ミュージックビデオは2013年3月12日にワーナーミュージック・ジャパンの公式YouTubeアカウントで公開され、再生回数は2日で100万回、、1か月で1,000万回、12月11日時点で2,600万回を超え、2013年の日本国内動画の再生回数でトップとなった。

## にんじゃりばんばん Steve Aoki Remix
2020年6月25日に本シングルのメイン曲「にんじゃりばんばん」をスティーヴ・アオキがリミックスした「にんじゃりばんばん Steve Aoki Remix」が配信リリースされた。
本リミックスはNintendo Switch向けソフトウェア「ニンジャラ」のタイアップ曲となっている。

## アートワーク・クレジット
- STEVE NAKAMURA：アートディレクター、デザイナー、イラストレーター